# Joachim von Winterfeldt-Menkin

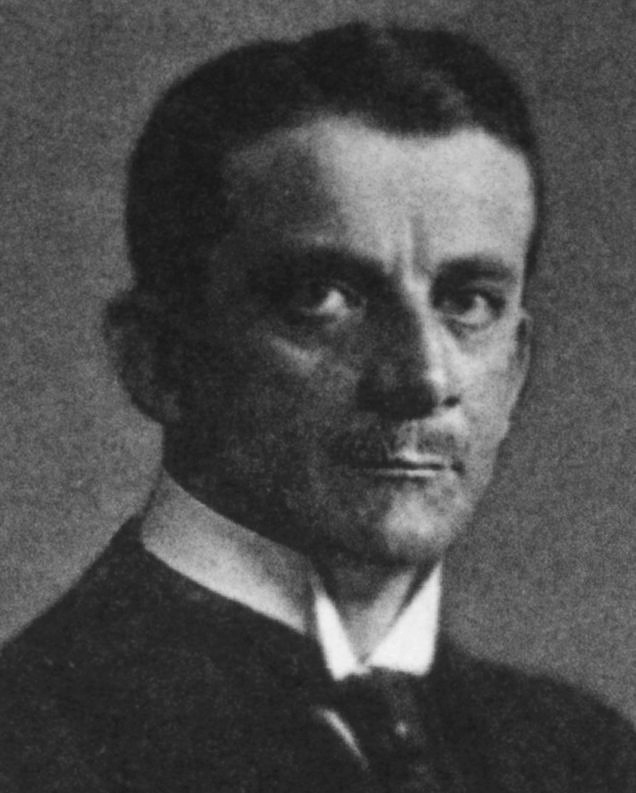
Joachim von Winterfeldt-Menkin als Reichstagsabgeordneter 1912

Joachim von Winterfeldt, ab 1925 von Winterfeldt-Menkin (* 15. Mai 1865 in Grünberg; † 3. Juli 1945 in Harmshagen), war ein deutscher Jurist und Politiker. Er amtierte als Oberpräsidialrat und Landesdirektor der preußischen Provinz Brandenburg sowie Rechtsritter des Johanniterordens.

## Familie
Er entstammte der dem Uradel zugehörigen Familie von Winterfeld, dem märkischen Adelsgeschlecht mit gleichnamigem Stammhaus bei Salzwedel und war der Sohn des Gutsbesitzers, königlich preußischen Landrats und Geheimen Regierungsrats, Herrenhaus- und Reichstagsmitglieds Ulrich von Winterfeldt (1823–1908), Gutsherr auf Menkin und anderen (Landkreis Prenzlau), und der Marianna von Stülpnagel (1836–1873).
Winterfeldt heiratete am 16. Mai 1899 in Berlin Elisabeth Freiin von Entreß-Fürsteneck (* 27. Juni 1878 in Gardelegen; † 21. Juli 1954 im Haus Alsbach bei Engelskirchen), die Tochter des preußischen Generalmajors Eugen von Entreß-Fürsteneck und der Margarethe Nette.
Seit 23. November 1925 führte er mit Genehmigung des Justizministeriums in Berlin den Namen „von Winterfeldt-Menkin“.

## Leben
Winterfeldt besuchte das u. a. Gymnasium in Glogau und war Zögling an der Ritterakademie Brandenburg, studierte die Rechte und Staatswissenschaften in Lausanne, Rom, Leipzig und Greifswald. Er war seit Mitglied der Studentenverbindung Canitz-Gesellschaft Leipzig. Er begann seine Laufbahn im Jahr 1888 als Gerichtsreferendar, wurde 1892 Regierungsreferendar in Frankfurt (Oder) und 1894 Regierungsassessor. Von 1895 bis 1896 arbeitete er am Landratsamt des Landkreises Prenzlau bei seinem Vater, der zu dieser Zeit dort Landrat war. Von 1897 bis 1903 war er selbst Landrat des Kreises Prenzlau und ging 1903 als Oberpräsidialrat und stellvertretender Oberpräsident der Provinz Brandenburg nach Potsdam. 1904 wurde er Mitglied in der Kommission für Denkmalpflege der Provinz Brandenburg. Von 1911 bis 1930 war er schließlich Landesdirektor von Brandenburg. Von 1928 bis 1931 war er Mitglied des Senats der Kaiser-Wilhelm-Gesellschaft.
Politisch betätigte er sich von 1907 bis 1918 für die Deutschkonservative Partei als Abgeordneter des Reichstags und von 1905 bis 1918 Mitglied des Preußischen Herrenhauses. Winterfeldt wurde 1917 nach Brest-Litowsk entsandt, um mit der Kerenski-Regierung die Friedenspräliminarien mit Russland zu verhandeln. Insgesamt stand er dem parlamentarischen System aber eher ablehnend gegenüber. Von der politischen Einstellung her war er eher monarchisch eingestellt und wurde von der Reichskanzlei als „durchaus rechtsstehende Persönlichkeit“ bezeichnet. Nach Verleihung der Ehrendoktorwürde (1934) zog er sich aus der Öffentlichkeit auf seine Besitzungen in der Uckermark um Gut Menkin mit Wollschow und Rittergut Fahrenholz, Landkreis Prenzlau, zurück. Dieser Besitz umfasste nach dem letztmals amtlich veröffentlichten Landwirtschaftlichen Adressbuch etwa 2200 ha. 1942 veröffentlichte er seine Memoiren Jahreszeiten des Lebens. Dem Johanniterorden trat er 1915 bei und wurde 1924 dort Rechtsritter.
Winterfeldt starb auf dem Flüchtlingstreck in Harmshagen und wurde im Erbbegräbnis von Menkin beigesetzt.

## Tätigkeit für das Rote Kreuz
In ehrenamtlicher Tätigkeit übernahm Winterfeldt im Jahr 1902 den Vorsitz des Männerzweigvereins des Roten Kreuzes in Prenzlau, war von 1904 bis 1912 stellvertretender RK-Vorsitzender der Provinz Brandenburg, ab 1916 Mitglied des Zentralkomitees und ab 1919 Präsident des Preußischen und Deutschen Zentralkomitees. Im Jahr 1921 wurde er Erster Präsident des DRK. Mit Inkrafttreten einer neuen DRK-Satzung am 29. November 1933 wurden jüdische Rot-Kreuz-Mitglieder ausgeschlossen, und der politische Neutralitätsgrundsatz wurde weitestgehend aufgegeben. Bald darauf trat Winterfeldt-Menkin am 15. Mai 1934 als Präsident zurück und wurde durch den Reichspräsidenten und DRK-Schirmherrn Paul von Hindenburg zum Ehrenpräsidenten ernannt. Noch am 12. Mai 1933 hatte er in einem Schreiben an Adolf Hitler erklärt: „Im Namen dieser anderthalb Millionen Männer und Frauen im Deutschen Roten Kreuz erkläre ich die unbedingte Bereitschaft, uns Ihrer Führung zu unterstellen und Ihnen zu folgen“.
Udo von Alvensleben, der Winterfeldt-Menkin am 19. August 1929 in Menkin besucht hatte, urteilt in seinem Tagebuch: „Winterfeldt hat als Landesdirektor von Brandenburg viel wirken können. Es ist ein erfolgreiches Leben, aber er steht den Rechtsleuten zu links und den Linksleuten zu rechts. Ihn beseelt ein unzerstörbarer Elan.“

## Ehrungen
- 1914: Ehrenmitglied der Niederlausitzer Gesellschaft für Anthropologie und Altertumskunde
- 1933: Ehrenpräsident des Deutschen Roten Kreuzes
- 1934: Ehrendoktorwürde der medizinischen Fakultät
- Ehrenmitglied des Geschichtsvereins Brandenburgia